# Орден «Стара-планина»
Орден «Стара планина» (болг. Орден «Стара планина») — высшая награда Республики Болгария. Им награждаются политические, общественные, спортивные и иные деятели Болгарии и иностранных государств.

## Положение о награде
Орденом награждаются:
1. Болгарские граждане — главы государства и правительства, министры, политические и общественные деятели, деятели культуры, военные и представители духовенства, имеющие исключительные заслуги перед Болгарией.
2. Иностранные граждане — главы государств и правительств, министры, политические и общественные деятели, деятели культуры имеющие исключительные заслуги в развитии двусторонних отношений с Болгарией и за развитие международного сотрудничества, укрепление безопасности и мира между народами, а также те, кто имеет заслуги в деле защиты прав и свобод человека.

## История
Орден «Стара планина» был учреждён 4 августа 1966 года Указом № 606 Президиума Народного собрания НРБ для награждения глав иностранных государств, премьер-министров, министров, дипломатов, политических, культурных и общественных деятелей, иностранных граждан и военных лиц, за укрепление дружеских отношений с болгарским государством. После отмены наградной системы НРБ, в марте 1991 года, орден продолжил своё существование. В соответствии с Законом «Об орденах и медалях Республики Болгария» от 30 июня 1994 года, орденом награждаются болгарские и иностранные граждане за исключительные заслуги перед Республикой. Первыми награждёнными стали 27 игроков и тренеров национальной сборной по футболу.

## Степени ордена
Орден «Стара планина» подразделяется на три степени:
- Орден «Стара планина» с лентой
- Орден «Стара планина» 1-й степени (с мечами или без мечей)
- Орден «Стара планина» 2-й степени (с мечами или без мечей)

## Знаки ордена

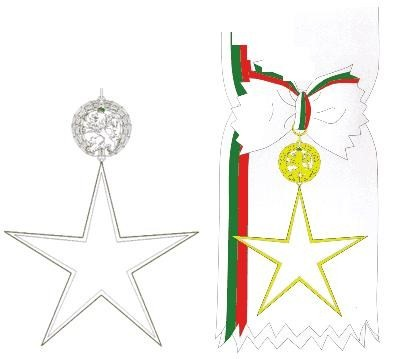
Орден «Стара планина» с лентой
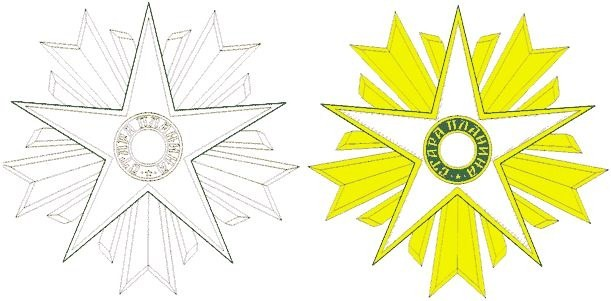
Звезда ордена с лентой
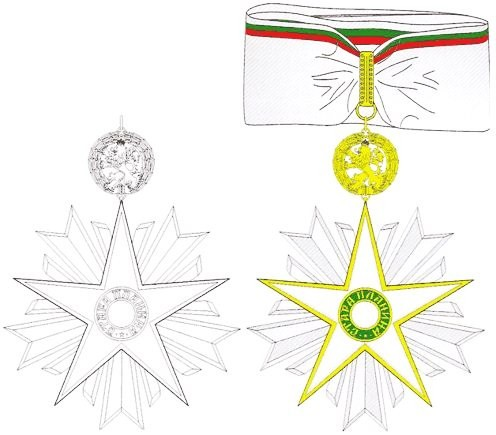
Орден «Стара планина» 1-й степени
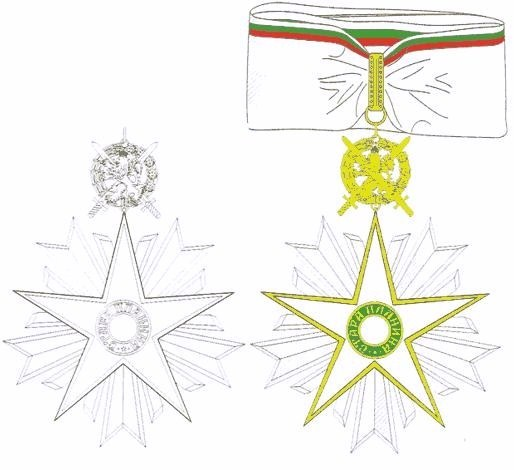
Орден «Стара планина» 1-й степени, с мечами
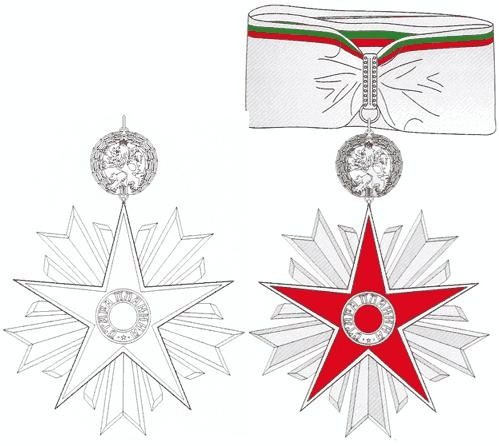
Орден «Стара планина» 2-й степени
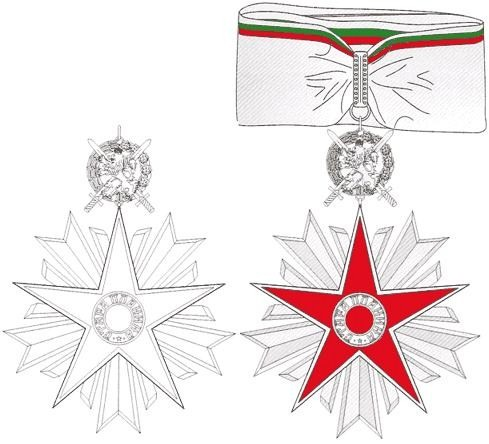
Орден «Стара планина» 2-й степени, с мечами

## Особенности награждения орденом с лентой
Награждаются главы иностранных государств и правительств, и как исключение, граждане Болгарии.
Орден носится на плечевой ленте со звездой на груди.

## Известные награждённые
- Чаушеску, Николае[1]
- Саддам Хусейн[1]
- Райс, Кондолиза[1]
- Русеф, Дилма
- Минев, Илия
- Пиронков, Енчо
- Валя Балканская[2]
- Муаммар Каддафи
- Джордж Сорос
- Клаус Шваб